# Liste des ascensions du Tour de France 2024
Pour un article plus général, voir Tour de France 2024.
La liste des ascensions du Tour de France 2024 répertorie les cols et côtes empruntés par les coureurs lors de la 111e édition de la course cycliste par étape du Tour de France.

## Présentation
Un total de 67 ascensions sont répertoriées pour l'édition 2024 : 6 classées hors catégorie, 10 de première catégorie, 11 de deuxième, 19 de troisième et 21 de quatrième.
Le point culminant est atteint à la Cime de la Bonette (Alpes-Maritimes / Alpes-de-Haute-Provence) dans le massif du Mercantour-Argentera (Alpes), lors de la 19e étape, à 2 802 m d'altitude.
Le Souvenir Henri-Desgrange est décerné au premier coureur franchissant le col du Galibier (Hautes-Alpes), lors de la 4e étape, à 2 642 m d'altitude.
Le Souvenir Jacques-Goddet est décerné au premier coureur franchissant le col du Tourmalet (Hautes-Pyrénées), lors de la 14e étape, à 2 115 m d'altitude.

## Dotation

### Par points
Le classement de la montagne est établi en fonction du barème suivant suivant les différentes catégories d'ascension :
- Hors catégorie : 20, 15, 12, 10, 8, 6, 4 et 2 points pour les huit premiers coureurs classés ;
- 1re catégorie : 10, 8, 6, 4, 2 et 1 point pour les 6 premiers coureurs classés ;
- 2e catégorie : 5, 3, 2 et 1 point pour les 4 premiers coureurs classés ;
- 3e catégorie : 2 et 1 point pour les 2 premiers coureurs classés ;
- 4e catégorie : 1 point pour le premier coureur classé.

### Financière
Les huit premiers coureurs classés au classement du grand prix de la montagne reçoivent une récompense financière, avec, du premier au huitième : 25 000 €, 15 000 €, 10 000 €, 4 000 €, 3 500 €, 3 000 €, 2 500 €, 2 000 €.

## Liste
| Ascension                                | Cat. | Subdivision / Pays                        | Massif montagneux | Alt.    | Étape | Coureur en tête au sommet |
| ---------------------------------------- | ---- | ----------------------------------------- | ----------------- | ------- | ----- | ------------------------- |
| Col de Valico Tre Faggi                  | 2e   | Toscane                                   | Apennins          | 930 m   | 1re   | Ion Izagirre              |
| Côte des Forche                          | 3e   | Émilie-Romagne                            | Apennins          | 430 m   | 1re   | Jonas Abrahamsen          |
| Côte de Carnaio                          | 3e   | Émilie-Romagne                            | Apennins          | 760 m   | 1re   | Ion Izagirre              |
| Côte de Barbotto                         | 2e   | Émilie-Romagne                            | Apennins          | 584 m   | 1re   | Jonas Abrahamsen          |
| Côte de San Leo                          | 2e   | Émilie-Romagne                            | Apennins          | 572 m   | 1re   | Valentin Madouas          |
| Côte de Montemaggio                      | 3e   | Émilie-Romagne                            | Apennins          | 508 m   | 1re   | Frank van den Broek       |
| Côte de San Marino                       | 3e   | Saint-Marin                               | Apennins          | 648 m   | 1re   | Frank van den Broek       |
| Côte de Monticino                        | 3e   | Émilie-Romagne                            | Apennins          | 250 m   | 2e    | Jonas Abrahamsen          |
| Côte de Gallisterna                      | 3e   | Émilie-Romagne                            | Apennins          | 257 m   | 2e    | Jonas Abrahamsen          |
| Côte de Botteghino di Zocca              | 4e   | Émilie-Romagne                            | Apennins          | 242 m   | 2e    | Jonas Abrahamsen          |
| Côte de Montecalvo                       | 3e   | Émilie-Romagne                            | Apennins          | 309 m   | 2e    | Jonas Abrahamsen          |
| Côte de San Luca (1)                     | 3e   | Émilie-Romagne                            | Apennins          | 265 m   | 2e    | Jonas Abrahamsen          |
| Côte de San Luca (2)                     | 3e   | Émilie-Romagne                            | Apennins          | 265 m   | 2e    | Kévin Vauquelin           |
| Côte de Tortone - Fausto Coppi           | 4e   | Piémont                                   |                   | 190 m   | 3e    | Jonas Abrahamsen          |
| Côte de Barbaresco                       | 4e   | Piémont                                   |                   | 263 m   | 3e    | Matteo Sobrero            |
| Côte de Sommariva Perno                  | 4e   | Piémont                                   |                   | 368 m   | 3e    | Fabien Grellier           |
| Sestrières                               | 2e   | Piémont                                   | Alpes             | 2 035 m | 4e    | Stephen Williams          |
| Col de Montgenèvre                       | 2e   | Hautes-Alpes                              | Alpes             | 1 860 m | 4e    | Stephen Williams          |
| Col du Galibier Souvenir Henri-Desgrange | HC   | Hautes-Alpes                              | Alpes             | 2 642 m | 4e    | Tadej Pogačar             |
| Côte du Cheval Blanc                     | 4e   | Savoie                                    |                   | 335 m   | 5e    | Clément Russo             |
| Côte de Lhuis                            | 4e   | Ain                                       | Jura              | 383 m   | 5e    | Jonas Abrahamsen          |
| Col du Bois Clair                        | 4e   | Saône-et-Loire                            | Massif central    | 396 m   | 6e    | Jonas Abrahamsen          |
| Côte de Vitteaux                         | 3e   | Côte-d'Or                                 |                   | 493 m   | 8e    | Jonas Abrahamsen          |
| Côte de Villy-en-Auxois                  | 4e   | Côte-d'Or                                 |                   | 480 m   | 8e    | Jonas Abrahamsen          |
| Côte de Verrey-sous-Salmaise             | 3e   | Côte-d'Or                                 |                   | 518 m   | 8e    | Jonas Abrahamsen          |
| Côte de Santenoge                        | 4e   | Haute-Marne                               |                   | 459 m   | 8e    | Jonas Abrahamsen          |
| Côte de Giey-sur-Aujon                   | 4e   | Haute-Marne                               |                   | 396 m   | 8e    | Jonas Abrahamsen          |
| Côte de Bergères                         | 4e   | Aube                                      |                   | 335 m   | 9e    | Gianni Vermeersch         |
| Côte de Baroville                        | 4e   | Aube                                      |                   | 363 m   | 9e    | Alex Aranburu             |
| Côte de Val Frion                        | 4e   | Aube                                      |                   | 280 m   | 9e    | Alexey Lutsenko           |
| Côte de Chacenay                         | 4e   | Aube                                      |                   | 314 m   | 9e    | Tom Pidcock               |
| Côte de Mouilloux                        | 4e   | Puy-de-Dôme                               | Massif Central    | 715 m   | 11e   | Oier Lazkano              |
| Côte de Larodde                          | 3e   | Puy-de-Dôme                               | Massif Central    | 803 m   | 11e   | Richard Carapaz           |
| Col de Néronne                           | 2e   | Cantal                                    | Massif Central    | 1 242 m | 11e   | Ben Healy                 |
| Puy Mary - Pas de Peyrol                 | 1re  | Cantal                                    | Massif Central    | 1 589 m | 11e   | Tadej Pogačar             |
| Col de Pertus                            | 2e   | Cantal                                    | Massif Central    | 1 309 m | 11e   | Tadej Pogačar             |
| Col de Font-de-Cère                      | 3e   | Cantal                                    | Massif Central    | 1 294 m | 11e   | Jonas Vingegaard          |
| Côte d'Autoire                           | 4e   | Lot                                       |                   | 349 m   | 12e   | Jonas Abrahamsen          |
| Côte de Rocamadour                       | 4e   | Lot                                       |                   | 265 m   | 12e   | Jonas Abrahamsen          |
| Côte de Montcléra                        | 4e   | Lot                                       |                   | 286 m   | 12e   | Jonas Abrahamsen          |
| Côte de Blachon                          | 4e   | Pyrénées-Atlantiques                      |                   | 309 m   | 13e   | Tobias Johannessen        |
| Côte de Simacourbe                       | 4e   | Pyrénées-Atlantiques                      |                   | 316 m   | 13e   | Tobias Johannessen        |
| Col du Tourmalet Souvenir Jacques-Goddet | HC   | Hautes-Pyrénées                           | Pyrénées          | 2 115 m | 14e   | Oier Lazkano              |
| Hourquette d'Ancizan                     | 2e   | Hautes-Pyrénées                           | Pyrénées          | 1 564 m | 14e   | David Gaudu               |
| Saint-Lary-Soulan - Pla d'Adet           | HC   | Hautes-Pyrénées                           | Pyrénées          | 1 669 m | 14e   | Tadej Pogačar             |
| Col de Peyresourde                       | 1re  | Hautes-Pyrénées / Haute-Garonne           | Pyrénées          | 1 569 m | 15e   | David Gaudu               |
| Col de Menté                             | 1re  | Haute-Garonne                             | Pyrénées          | 1 349 m | 15e   | Javier Romo               |
| Col de Portet-d'Aspet                    | 1re  | Haute-Garonne                             | Pyrénées          | 1 069 m | 15e   | Tobias Johannessen        |
| Col d'Agnes                              | 1re  | Ariège                                    | Pyrénées          | 1 570 m | 15e   | Laurens De Plus           |
| Plateau de Beille                        | HC   | Ariège                                    | Pyrénées          | 1 780 m | 15e   | Tadej Pogačar             |
| Côte de Fambetou                         | 4e   | Hérault                                   | Pyrénées          | 242 m   | 16e   | Thomas Gachignard         |
| Col Bayard                               | 2e   | Hautes-Alpes                              | Alpes             | 1 246 m | 17e   | Magnus Cort Nielsen       |
| Col du Noyer                             | 1re  | Hautes-Alpes                              | Alpes             | 1 664 m | 17e   | Richard Carapaz           |
| SuperDévoluy                             | 3e   | Hautes-Alpes                              | Alpes             | 1 502 m | 17e   | Richard Carapaz           |
| Col du Festre                            | 3e   | Hautes-Alpes                              | Alpes             | 1 441 m | 18e   | Oier Lazkano              |
| Côte de Corps                            | 3e   | Isère                                     | Alpes             | 930 m   | 18e   | Oier Lazkano              |
| Col de Manse                             | 3e   | Hautes-Alpes                              | Alpes             | 1 280 m | 18e   | Oier Lazkano              |
| Côte de Saint-Apollinaire                | 3e   | Hautes-Alpes                              | Alpes             | 1 286 m | 18e   | Tobias Johannessen        |
| Côte des Demoiselles Coiffées            | 3e   | Alpes-de-Haute-Provence                   | Alpes             | 1 031 m | 18e   | Michał Kwiatkowski        |
| Col de Vars                              | HC   | Hautes-Alpes / Alpes-de-Haute-Provence    | Alpes             | 2 109 m | 19e   | Richard Carapaz           |
| Cime de la Bonette                       | HC   | Alpes-de-Haute-Provence / Alpes-Maritimes | Alpes             | 2 802 m | 19e   | Richard Carapaz           |
| Isola 2000                               | 1re  | Alpes-Maritimes                           | Alpes             | 2 024 m | 19e   | Tadej Pogačar             |
| Col de Braus                             | 2e   | Alpes-Maritimes                           | Alpes             | 1 002 m | 20e   | Enric Mas                 |
| Col de Turini                            | 1re  | Alpes-Maritimes                           | Alpes             | 1 607 m | 20e   | Richard Carapaz           |
| Col de la Colmiane                       | 1re  | Alpes-Maritimes                           | Alpes             | 1 500 m | 20e   | Richard Carapaz           |
| Col de la Couillole                      | 1re  | Alpes-Maritimes                           | Alpes             | 1 678 m | 20e   | Tadej Pogačar             |
| La Turbie                                | 2e   | Alpes-Maritimes                           | Alpes             | 480 m   | 21e   | Tadej Pogačar             |

## Classement final du Grand prix de la montagne
| Classement du meilleur grimpeur | Classement du meilleur grimpeur | Classement du meilleur grimpeur | Classement du meilleur grimpeur | Classement du meilleur grimpeur |
| ------------------------------- | ------------------------------- | ------------------------------- | ------------------------------- | ------------------------------- |
|                                 | Coureur                         | Pays                            | Équipe                          | Point(s)                        |
| 1er                             | Richard Carapaz                 | Équateur                        | EF Education-EasyPost           | 127 points                      |
| 2e                              | Tadej Pogačar                   | Slovénie                        | UAE Team Emirates               | 102 pts                         |
| 3e                              | Jonas Vingegaard                | Danemark                        | Team Visma-Lease a Bike         | 70 pts                          |
| 4e                              | Matteo Jorgenson                | États-Unis                      | Team Visma-Lease a Bike         | 54 pts                          |
| 5e                              | Remco Evenepoel                 | Belgique                        | Soudal Quick-Step               | 50 pts                          |
| 6e                              | Wilco Kelderman                 | Pays-Bas                        | Team Visma-Lease a Bike         | 43 pts                          |
| 7e                              | Oier Lazkano                    | Espagne                         | Movistar Team                   | 41 pts                          |
| 8e                              | Jonas Abrahamsen                | Norvège                         | Uno-X Mobility                  | 36 pts                          |
| 9e                              | Enric Mas                       | Espagne                         | Movistar Team                   | 33 pts                          |
| 10e                             | David Gaudu                     | France                          | Groupama-FDJ                    | 30 pts                          |
| modifier                        |                                 |                                 |                                 |                                 |